# 庇山耶
卡梅洛·庇山耶（葡萄牙語：Camilo Pessanha，1867年9月7日—1926年3月1日），葡萄牙作家和诗人。

## 生平
1867年葡萄牙哥英布拉，是一名法學院學生與其女僕的私生子。後隨其父後塵在哥英布拉大學獲得法律學位。1894年，經歷了畢業與失戀的挫折，便前往當時帝國的殖民地澳門在當地的官立中學教授哲學。1900年獲委任為物業登記局局長，後為法官。閒時除了寫詩，就是收集中國藝術品，成為當地的中國通。1926年死於鴉片煙癮的併發症，遺下一子一妾。葬於澳門舊西洋墳場。
由於詩人憑記憶修改作品，且有贈送詩作予密友的習慣，相當多的作品已經遺失或無意中被毀。為免詩作失傳，Ana de Castro Osório建議詩人將作品輯錄成集。得到詩人的支持，João de Castro Osório在1920年出版了《漏鐘》 (Clepsidra)。隨後其他未見於詩集的作品在葡萄牙語報紙中出現。詩集在1945年重版，並在1956年大幅修訂。Gaspar Simőes在1967年將詩人未曝光的詩作和其中國哀歌的譯本收在《庇山耶：其人其作》(A Obra e o Homem: Camilo Pessanha)中。1994年，Paulo Franchetti加入了未出版的片段以及評點。
早期受Cesário Verde、Pierre Balayet和保爾·魏爾倫的影響，成為了葡萄牙最純粹的象徵主義作家。他的詩作影響了包括Mário de Sá-Carneiro和費爾南多·佩索亞的「奧菲歐一代」(Geração de Orpheu)。
另有一本雜文集《中國》，文中記述了孫中山1912年5月在澳門接見中西知名人士的情景。

## 纪念
澳門政府為紀念他，將爐石塘街命名為庇山耶街。1982年澳門大西洋銀行發行的100圓澳門幣正面頭像為庇山耶。藝園有其與小狗「阿米」的雕塑。